# Polystichum alfaroi
Polystichum alfaroi là một loài thực vật có mạch trong họ Dryopteridaceae. Loài này được (Christ) Barrington miêu tả khoa học đầu tiên năm 1992.